# 今世大革命
「今世大革命」（こんせだいかくめい）は、ニノミヤユイの楽曲。ニノミヤユイと100回嘔吐による共作詞、100回嘔吐が作曲を手掛けた。3枚目のシングルとして2024年2月28日にランティスから発売された。カップリング曲の異なる「アーティスト盤」と「よう実盤」の2つのバージョンが発売された。

## 概要
表題曲「今世大革命」は、テレビアニメ『ようこそ実力至上主義の教室へ 3rd Season』のエンディングテーマに起用された。2024年1月4日よりデジタルシングルとして先行配信されている。また、「よう実盤」のカップリング曲である「Fixer」は「今世大革命」よりもさらにシリアスな楽曲の作成を依頼されたニノミヤユイが100回嘔吐へ依頼する形で作成され、同アニメの第5話の特殊エンディングテーマに採用された。

## 音楽性
ボカロPである100回嘔吐による中毒性のあるポップな音調に、ニノミヤユイのダークなフレーズを100回嘔吐の「"闇"を暴かせたら随一」と評される世界観へ組み込んだ共作詞による歌詞をのせ、『ようこそ実力至上主義の教室へ』と「ニノミヤユイ」の音楽性を融合させている。

## シングル収録曲
| #         | タイトル                     | 作詞                    | 作曲      | 編曲               | 時間 |
| --------- | ---------------------------- | ----------------------- | --------- | ------------------ | ---- |
| 1.        | 「今世大革命」               | ニノミヤユイ、100回嘔吐 | 100回嘔吐 | 100回嘔吐          | 3:19 |
| 2.        | 「メロディー」               | ニノミヤユイ            | 早川博隆  | 半田彬倫、早川博隆 |      |
| 3.        | 「今世大革命」(Instrumental) |                         |           |                    | 3:19 |
| 4.        | 「メロディー」(Instrumental) |                         |           |                    |      |
| 合計時間: | 合計時間:                    | 合計時間:               | 合計時間: | 合計時間:          | 6:38 |

| #         | タイトル                     | 作詞                    | 作曲      | 編曲      | 時間  |
| --------- | ---------------------------- | ----------------------- | --------- | --------- | ----- |
| 1.        | 「今世大革命」               | ニノミヤユイ、100回嘔吐 | 100回嘔吐 | 100回嘔吐 | 3:19  |
| 2.        | 「Fixer」                    | 100回嘔吐               | 100回嘔吐 | 100回嘔吐 | 3:36  |
| 3.        | 「今世大革命」(Instrumental) |                         |           |           | 3:19  |
| 4.        | 「Fixer」(Instrumental)      |                         |           |           | 3:36  |
| 合計時間: | 合計時間:                    | 合計時間:               | 合計時間: | 合計時間: | 13:50 |